# Ritenzione idrica premestruale
La ritenzione idrica premenstruale (o ritenzione dei liquidi premenstruali) è un fenomeno comune associato al ciclo mestruale. Consiste nella ritenzione dell'acqua durante il periodo immediatamente precedente al ciclo mestruale (cioè la seconda metà della fase luteale o la settimana prima della mestruazione).

## Fenomenologia
Questa ritenzione idrica si evidenzia maggiormente per l'aumento di volume temporaneo dei seni. Il liquido in eccesso viene perso durante le mestruazioni. Si ritiene che il fenomeno sia causato da elevati livelli di progesterone circolante, così come da estrogeni e prolattina, stimolando le cellule secretorie nel corpo e nei seni.
Nel petto si ritiene che anche il flusso sanguigno aumenti. La ritenzione idrica e il gonfiore del seno possono anche essere causati da contraccettivi ormonali (che contengono estrogeni e un progestogene).
Secondo altri studi, la ritenzione di liquidi non è premenstruale, ma piuttosto si verifica nel picco del primo giorno di flusso mestruale. Inoltre non sembra essere correlato ai livelli sierici di progesterone.